# Musaranya aquàtica elegant
La musaranya aquàtica elegant (Nectogale elegans) és una espècie d'eulipotifle de la família de les musaranyes (Soricidae) que es troba a Bhutan, l'Índia, Myanmar, el Nepal i la Xina. Es tracta de l'única espècie del gènere Nectogale.